# Korka

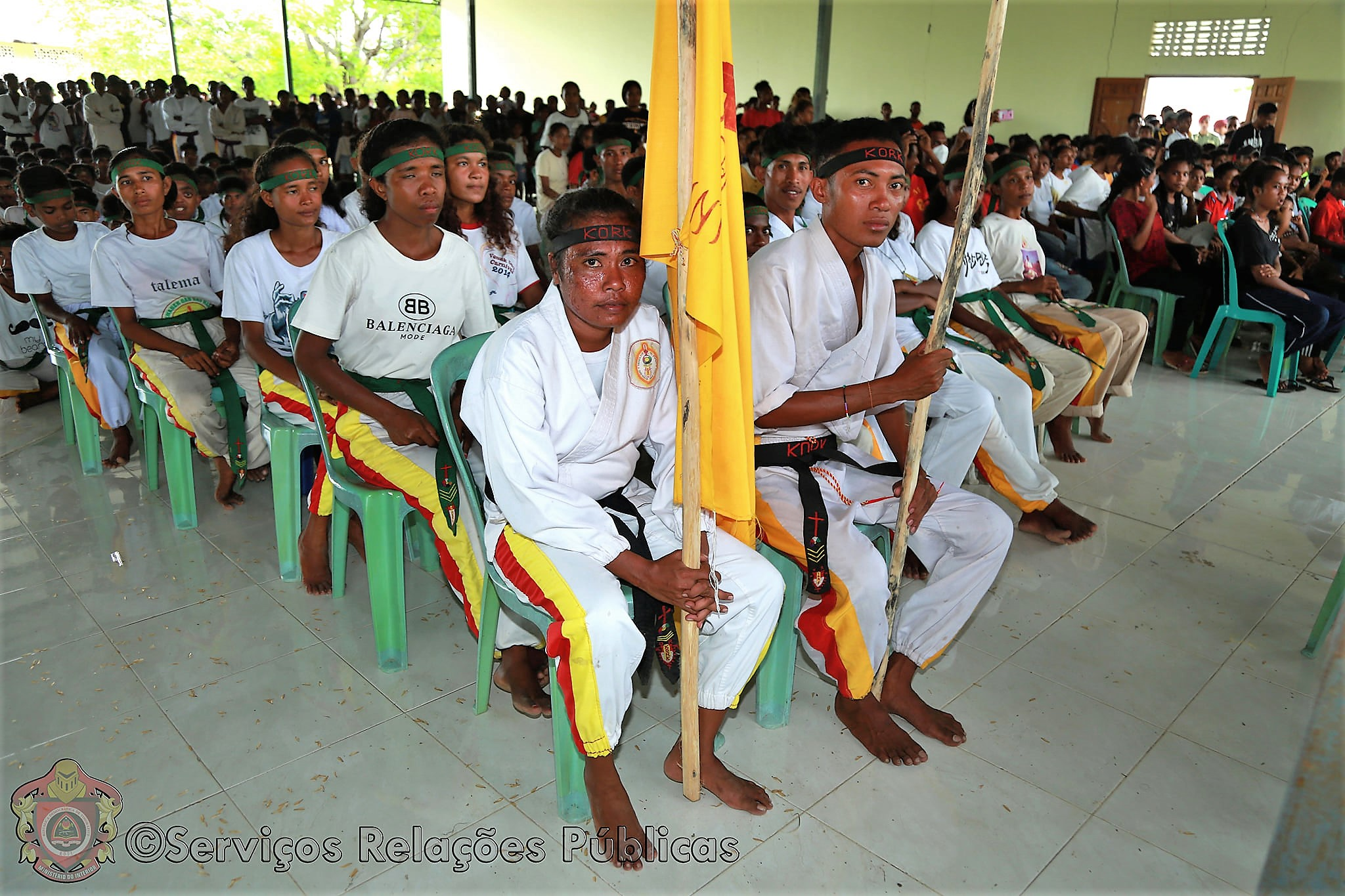
KORK-MItglieder (2021)

Korka (Kmanek Oan Rai Klaran, auch KORK, deutsch Die weisen Kinder des Landes) ist eine Ritual-Arts-Gruppe in Osttimor (RAG), die in allen Distrikten des Landes vertreten ist. Sie ist wahrscheinlich die größte RAG mit bis zu 10.000 Mitgliedern und hat eine eigene Sprache und ein eigenes Alphabet entwickelt, indem sie „traditionelle“ timoresische mit „universellen“ Einflüssen aus anderen Sprachen vermischt hat. Den Mitgliedern wird die Sprache mit steigendem Rang nach und nach beigebracht.
Vorsitzender ist José dos Santos Naimori Bucar, seine Ehefrau Armanda Berta dos Santos ist Parteivorsitzende der politischen Partei KHUNTO.
Immer wieder kam es zu Auseinandersetzungen mit der PSHT, einer weiteren Gruppierung, die sich als Kampfsportverein darstellt, hauptsächlich in Ainaro und Same. Gegen die PSHT bildeten sich Allianzen zwischen anderen Gruppen, an denen auch Korka beteiligt war. Am 27. Mai 2005 wurde von der Asia Foundation das Kommunikationsforum für Timor-Lestes Kampfsportgruppen (FORKAMTIL) geschaffen, dem 14 MAGs angehörten, darunter die beiden größten, PSHT und Korka. Es wurden verschiedene Workshops zu Konfliktlösung und Gruppenführung organisiert. Außerdem wurde ein Kodex verabredet. Allerdings konnten die Gruppen ihre unterschiedlichen Fraktionen nicht kontrollieren, weswegen das FORKAMTIL im Mai 2007 eingestellt wurde. Um der Gewalt Einhalt zu gebieten, wurde der Betrieb von Kampfsportvereinen gesetzlich reglementiert. Im August 2011 wurde Korka durch das Justizministerium legalisiert.
2005 wurde der Korka-Chef Naimori zu zwei Jahren Gefängnis wegen Bandengewalt verurteilt. In dessen Abwesenheit übernahm Nuno Soares die Führung der Organisation und brachte sie in die politische Nähe zur Regierungspartei FRETILIN, zum Missfallen vieler Korka-Mitglieder. Nachdem Naimori aus seiner Haft zurückgekehrt war, schloss er Soares aus der Organisation aus und führte Korka wieder weg von der FRETILIN. 2011 war er Mitgründer von KHUNTO.